# Oskar Bail
Oskar Bail (* 6. Dezember 1869 in Tillisch bei Aussig; † 30. Dezember 1927 in Prag) war ein sudetendeutscher Hygieniker, Bakteriologe, Immunologe und Rassentheoretiker.

## Leben
Bail studierte an der Universität Wien Naturwissenschaften und Medizin bis zur Promotion 1895. Er trat in das Hygiene-Institut unter Max Rubner (1854–1932) ein und wurde 1896 Assistent bei Ferdinand Hueppe (1852–1938) in Prag, wo er sich 1899 habilitierte und als ao. Professor lehrte. 1912 folgte er Hueppe als Ordinarius für Hygiene an der Karl-Ferdinands-Universität bzw. ab 1919 Deutschen Universität Prag. Zweimal war er Dekan der Medizinischen Fakultät.
Im Ersten Weltkrieg diente er als Oberstabsarzt und entwickelte ein Mittel gegen die Cholera. 1919 gründete er die erste Volkshochschule in Eger mit. Mit Vorträgen zur Gesundheit und zur Hygiene schloss er sich der sudetendeutschen Bewegung in der Tschechoslowakei an. Mit seinem Lehrmeister Hueppe förderte er den Sport.
Seine Arbeiten betrafen neben Bakteriologie und Immunologie auch die Aggression, die er auch auf Rassenhygiene zurückführen wollte. Auf ihn geht die „Agressinlehre“ zurück, wonach aggressives Verhalten durch Genetik und Immunologie zu bekämpfen sei.
Oskar Bail war Mitglied der Gesellschaft der Wissenschaften und Künste in der Tschechoslowakei und wurde am 30. Januar 1906 zum Mitglied (Matrikel-Nr. 3200) der Leopoldina gewählt.

## Schriften
- Bakterientätigkeit im Erdboden. Prag 1904.
- Das Problem der bakteriellen Infektion. Leipzig 1911.
- Der Krieg in seiner rassenhygienischen Bedeutung. 1915.
- Lehrbuch der Mikrobiologie. Mit besonderer Berücksichtigung der Seuchenlehre. Unter Mitwirkung von O. Bail et al. Hrsg. von Ernst Friedberger. 1923, repr. 2011 ISBN 978-1-179-64184-3.
- mit Stanislav Růžička: System der Hygiene auf Grundlage der neuen Lehre von dem Wohlleben (der Eubiotik) ; Auf der Eubiotik gegründete gesundheitl. Volkskultur als Fundament d. gesamten Volks- u. Staatskultur. Bratislava 1927.
- mit Josef Blau: Familienforschung. Böhmerland Verlag 1927.